# Scooby-Doo

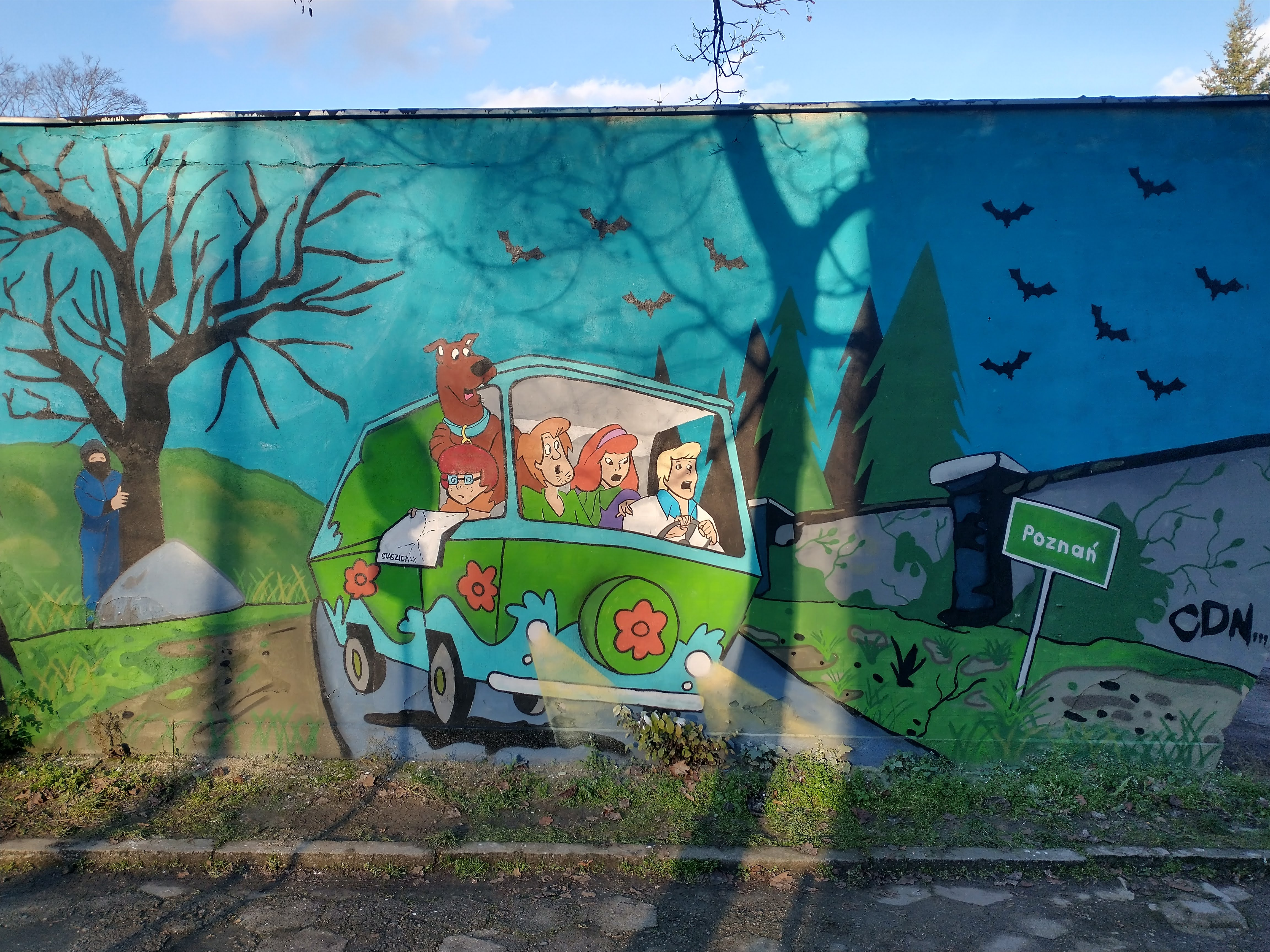
Graffito in Posen mit den Hauptfiguren in der Mystery Machine; von links: Velma, Scooby-Doo, Shaggy, Daphne, Fred

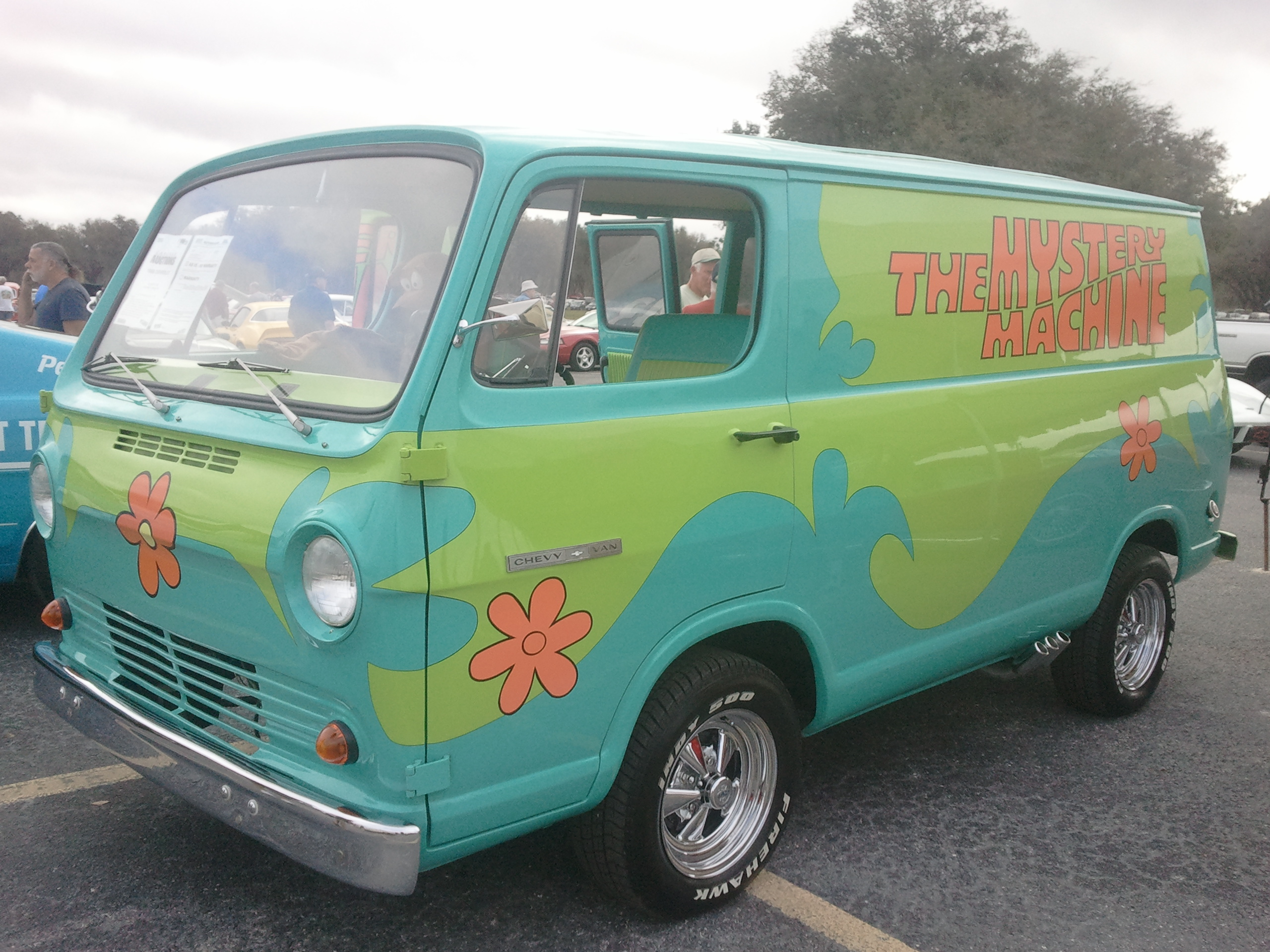
Chevrolet Van des Modelljahrs 1966 als Mystery Machine

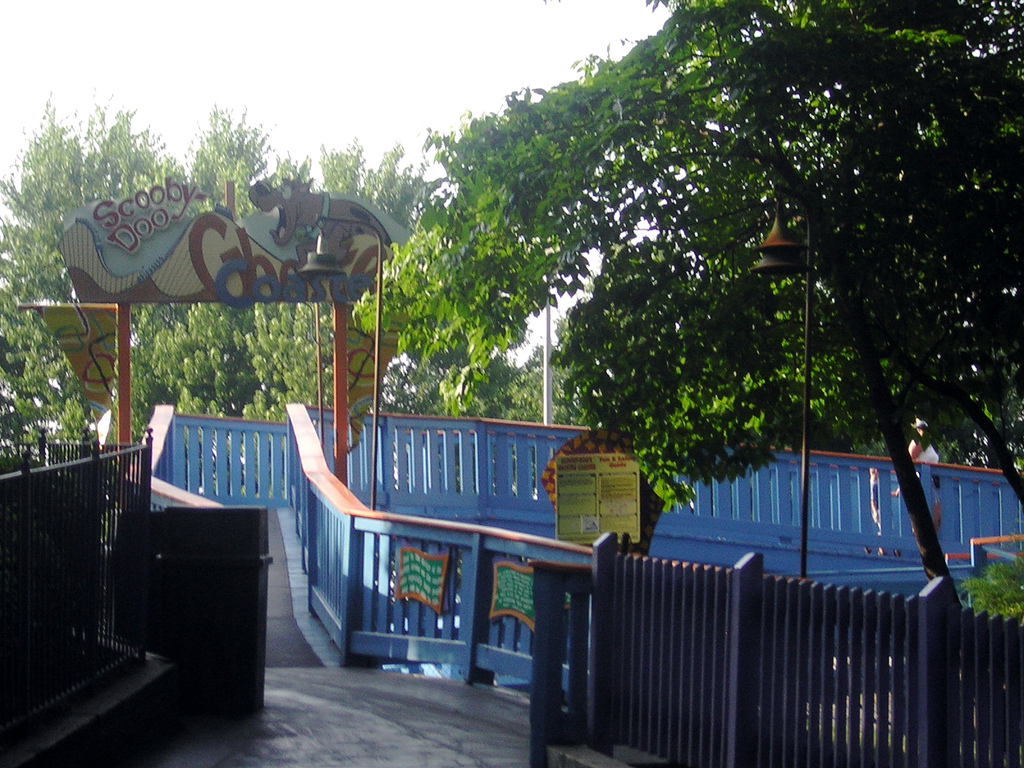
Scooby-Doos „Ghoster Coaster“ im Vergnügungspark Kings Dominion

Scooby-Doo ist eine erfolgreiche US-amerikanische Zeichentrickserie, die von Hanna-Barbera speziell für die „Samstag-Morgen-Zeichentrickfilme“ produziert wurde und dort lange lief. Über die Jahre gab es viele verschiedene Figuren, die sich in Alter und Aussehen unterschieden. Die populärste Besetzung beinhaltet die sprechende Deutsche Dogge Scooby-Doo und vier Detektive jugendlichen Alters: Fred Jones, Daphne Blake, Velma Dinkley und Norville „Shaggy“ Rogers.
Die Mystery Inc., bestehend aus diesen fünf Figuren, fährt mit ihrem Van, der Mystery Machine, um die ganze Welt. Ihre Aufgaben bestehen darin, rätselhafte Geschehnisse aufzulösen, und so werden sie oft Beobachter von Geistererscheinungen und anderen übernatürlichen Phänomenen. Am Ende jeder Episode kommt ans Licht, dass es für diese Phänomene eine rationale Erklärung gibt. Meistens sind dafür Kriminelle oder Typen verantwortlich, die nicht wollen, dass neugierige Leute sich mit ihren Angelegenheiten befassen. Eine Ausnahme stellt die Videofilmreihe dar, in der die Mystery Inc. sich mit wirklichen Monstern und Phänomenen auseinandersetzen muss, wie beispielsweise in Scooby-Doo und die Außerirdischen, wo tatsächlich Außerirdische auftauchen, allerdings als Freunde und nicht als Gegenspieler. Weitere Ausnahmen sind die Direct-To-Video-Filme Scooby-Doo und die Gespensterinsel, Scooby-Doo und das Geheimnis der Hexe, Scooby-Doo und die Cyberjagd, Scooby-Doo und die Boo Brüder, Scooby-Doo und die Geisterschule, Scooby-Doo und der widerspenstige Werwolf und Scooby-Doo und der Kobold-König sowie manche Serienableger wie Die 13 Geister von Scooby Doo.
In den späteren Versionen von Scooby-Doo erscheinen auch andere Figuren, die ebenfalls als Protagonisten fungieren, wie zum Beispiel Scoobys Cousin Scooby-Dum oder sein Neffe Scrappy-Doo.
Die Originalsendung wurde von 1969 bis 1976 auf CBS und später auf ABC ausgestrahlt. Momentan wird Scooby-Doo in den USA und in vielen anderen Ländern auf Cartoon Network oder Boomerang ausgestrahlt.
Im Oktober 2004 erhielt Scooby-Doo den Guinness-Weltrekord für die meisten Episoden einer amerikanischen Zeichentrickserie. Zuvor hielten diesen Rekord Die Simpsons, welche ihn ab 2005 allerdings zurückeroberten.
Im Jahr 2013 erklärte die US-amerikanische Programmzeitschrift TV Guide Scooby Doo zur fünftbesten Zeichentrickserie aller Zeiten.
Am 29. März 2018 sendete The CW Scoobynatural, ein Crossover-Folge von Scooby-Doo und Supernatural. Dieses wurde möglich, da beide Serien von Warner Bros. produziert werden.

## Hauptfiguren
Die Hauptfiguren der ursprünglichen Serie sowie der meisten Folgeprodukte sind die vier Jugendlichen und der Hund Scooby-Doo; zudem nimmt die Mystery Machine eine wichtige Rolle ein.
Die vier jungen Leute entsprechen weitgehend bestimmten Stereotypen der US-amerikanischen Populärkultur. So ist Fred ein athletisch gebauter, blonder Schönling, adrett gekleidet – meist mit blauem Hemd und blauer Hose, weißem Pullover und rotem Halstuch –, der überdies als eine Art Anführer der Gruppe agiert. Ihm gehört die Mystery Machine, an der er sehr hängt. Sein weibliches Pendant ist die rothaarige Daphne, ein Mädchen, das wie Fred als Junge dem Schönheitsideal der amerikanischen Mainstream-Kultur in der Entstehungszeit der Serie entspricht: lange, glatte Haare, schlanke Figur, stets modische und gepflegte Erscheinung. Velma hingegen ist der Prototyp des weiblichen „Nerds“: eine unscheinbare „graue Maus“ mit Brille, ohne die sie so gut wie blind ist, und stets mit einem dicken Rollkragenpullover bekleidet. Hochintelligent und technisch-wissenschaftlich versiert ist meist sie es, die die geheimnisvollen Vorkommnisse aufklärt.
Eine besondere Rolle nehmen schließlich der Titelheld Scooby-Doo und sein bester Freund Shaggy ein. Bei beiden handelt es sich um typische Antihelden, die im Gegensatz zu den drei anderen Mitgliedern der Gruppe äußerst furchtsam sind und zudem eine eher unterdurchschnittliche Intelligenz aufweisen. Ihre einzige echte Qualität ist die unverbrüchliche gegenseitige Freundschaft. Ihre Lieblingsbeschäftigung ist das Vertilgen riesiger Mengen von Junkfood aller Art, wobei einer fiktiven Art Kekse namens Scooby Snacks besondere Bedeutung beikommt. Trotz der Ernährung sind beide nicht übergewichtig; der stets mit grünem Schlabber-T-Shirt und Schlaghosen bekleidete Shaggy ist vielmehr groß, sehr schlank und schlaksig. Sie müssen oft als Lockvögel bei der Monsterjagd herhalten, wozu die anderen Gruppenmitglieder sie nicht selten mit dem Versprechen bewegen, sie mit Scooby Snacks zu belohnen.
Die Mystery Machine ist ein Kleintransporter in Frontlenker-Bauweise, der in bunten Farben (grün, blau, orange) und psychedelisch anmutenden Mustern in Hippie-Manier lackiert ist. Die Erscheinung des Fahrzeugs steht damit in gewissem Widerspruch zu derjenigen seines Besitzers Fred, die vollständig der eher konservativen Mainstream-Kultur der ausgehenden 1960er Jahre entspricht.

## Geschichte

### Die Anfänge
1968 wurde ein zu hohes Maß an Gewalt in den Saturday morning cartoons kritisiert. Die meisten dieser Serien waren Action-Filme wie Spider-Man, Space Ghost oder Speed Racer; viele davon wurden auf Grund dieser Proteste gegen Ende der 1960er Jahre aus dem Programm genommen. CBS-Vorstandsmitglied Fred Silverman, der sich speziell mit dem Kinderprogramm beschäftigte, war nun auf der Suche nach einer geeigneten Sendung, um sein Line-up für den Samstagmorgen wieder aufleben zu lassen und gleichzeitig die öffentliche Meinung zu besänftigen. Das Ergebnis war Die Archie Show, eine Serie über die Helden der Archie Comics. Neben der Zeichentrickserie war auch die Musik der Archies sehr erfolgreich, das Lied Sugar Sugar kam 1969 auf den Markt und konnte sich über längere Zeit auf Platz 1 in den US-amerikanischen und europäischen Charts halten. Silverman vereinbarte anschließend mit den Produzenten William Hanna und Joseph Barbera die Produktion einer weiteren Zeichentrickserie über eine Teenager-Rockband, die zwischen ihren Auftritten Rätsel und Geheimnisse lösen sollte.
Hanna und Barbera leiteten diesen Vorschlag an ihre Storyschreiber Joe Ruby und Ken Spears (1938–2020) sowie den Figurendesigner Iwao Takamoto weiter. Das Originalkonzept der Sendung trug den Titel Mysteries Five und beinhaltete die fünf Jugendlichen Geoff, Mike, Kelly, Linda und Lindas Bruder W.W. sowie ihren Hund Too Much. Sie alle waren Mitglieder der Band The Mysteries Five – auch der Hund, der Bongos spielte. In ihrer Freizeit löste die Gruppe Rätsel mit Geistern, Untoten und anderen übernatürlichen Kreaturen. Ruby und Spears wurden sich nicht darüber einig, ob der Hund nun eine große tollpatschige Deutsche Dogge oder ein zotteliger Schäferhund werden sollte. Joseph Barbera entschied sich letztlich für die Dogge.
Takamoto traf sich mit einer Züchterin Deutscher Doggen, um mehr über den Charakter dieser Hunde zu erfahren. Beim Zeichnen der Figur Too Much brach er jede Regel, er gab dem Hund schwarze Punkte, die normalerweise keine Dogge besitzt, gebogene Beine, ein Doppelkinn und weitere Eigenheiten.
Kurz vor der Veröffentlichung der neuen Serie begann Silverman einige Dinge zu ändern. Geoff und Mike wurden zu einer Person Ronnie (später umbenannt in Fred), Kelly wurde zu Daphney (später Daphne), Linda zu Velma, und Shaggy (früher W.W.) war nicht mehr ihr Bruder. Silverman war auch nicht sehr glücklich mit dem Namen Mysteries Five und änderte ihn kurzerhand in Who’s S-S-Scared?. Der CBS-Vorstand empfand die bis dahin animierten Sequenzen aber noch als zu beängstigend für ein junges Publikum und entschied sich, die Serie nicht zu veröffentlichen.
Da Silverman die Serie aber im Block der kommenden „Saturday morning cartoons“ haben wollte, begab er sich zu Ruby und Spears, die dabei waren, die Sendung lustiger und weniger erschreckend zu gestalten. Auch das Rockband-Element wurde aufgegeben, und man versuchte die Aufmerksamkeit mehr auf Shaggy und Too Much zu legen. Des Weiteren entschied man sich dazu, den Hund in Scooby-Doo umzubenennen und in weiterer Folge die ganze Sendung Scooby Doo, Where are You! zu nennen. CBS war einverstanden damit, die Serie den Zuschauern zu präsentieren.

### Scooby-Doo im Fernsehen

#### CBS-Jahre (1969–1975)
Am 13. September 1969 ging Scooby Doo, Where are You! (Scooby Doo, wo bist du!) mit der ersten Folge What a Night for a Knight (Spuk im Museum) bei CBS auf Sendung. Im Jahr 1969 wurden siebzehn Episoden von Scooby-Doo produziert.
Die Serie war ein Erfolg für CBS, und so erneuerte man die Sendung für eine zweite Staffel etwas und setzte nun mehr auf Slapstick-Humor. Die acht Episoden, welche 1970 auf Sendung gingen, beinhalteten bereits die charakteristische Verfolgungsmusik während der hektischeren Szenen.
1972, nach fünfundzwanzig halbstündigen Episoden, wurde das Programm auf eine volle Stunde erweitert und nannte sich nun The New Scooby-Doo Movies. In jeder Episode hatten verschiedene Stars Gastauftritte, unter anderem die Harlem Globetrotters, The Three Stooges, Batman und Robin oder Laurel und Hardy. Diese halfen der Gruppe die merkwürdigen Geschehnisse aufzulösen. Nach zwei Staffeln mit insgesamt vierundzwanzig Folgen (1972 bis 1974) wiederholte man die Originalsendung, bis Scooby-Doo zum Network ABC wechselte.

#### Scooby-Klone
Auf Grund des Erfolges beschloss Hanna-Barbera weitere Sendungen zu produzieren, die dem Konzept von Scooby-Doo ähneln sollten. So entstanden 1970 Josie und die Pussycats, 1972 The Flintstone Comedy Hour („Die Feuerstein-Comedy-Show“) und 1971 The Funky Phantom.
Weitere Sendungen über junge Leute, die ungewöhnliche Fälle lösen, meistens unter Mithilfe eines Haustieres, waren u. a.:
- 1972: The Amazing Chan and the Chan Clan
- 1973: Goober and the Ghost Chasers, Butch Cassidy and the Sundance Kids, Inch High, Private Eye
- 1976: Clue Club, Jabberjaw
- 1977: Captain Caveman and the Teen Angels
- 1978: Buford and the Galloping Ghost

Als Joe Ruby und Ken Spears im Jahr 1977 Hanna-Barbera verließen und Ruby-Spears Productions gründeten, war ihre erste Zeichentrickproduktion ein weiterer Scooby-Klon namens Fangface.
Während der 1970er Jahre konnten sich diese Nachahmungen sehr gut neben dem Original Scooby-Doo im Morgenprogramm halten. Alle vor 1975 produzierten Serien wurden auf CBS ausgestrahlt. Als Silverman jedoch zu ABC wechselte, nahm er die Mystery-Serien inklusive Scooby-Doo mit.

#### ABC-Jahre (1976–1991)
Auf ABC wurde die Sendung fast jedes Jahr etwas verändert. Zwischen 1976 und 1977 verband man Scooby-Doo mit der neuen Hanna-Barbera-Show Dynomutt, Dog Wonder, um die „Scooby-Doo/Dynomutt-Stunde“ zu schaffen. Später kamen weitere Serien hinzu und aus einer Stunde wurden mehrere. Scooby’s All-Star Laff-a-Lympics von 1977/1978, Scooby’s All-Stars von 1978/1979.
Neue Episoden im Format der Original-Scooby-Doo, Where Are You?-Show wurden produziert, und Scooby-Doo bekam Gesellschaft von seinem etwas dümmlichen Cousin Scooby-Dum. Nach drei Staffeln wurde die Sendung in The Scooby-Doo Show („Die Scooby-Doo-Show“) umbenannt und weiter ausgestrahlt.
1979 wurde Scoobys Neffe Scrappy-Doo der Serie hinzugefügt, um die fallenden Einschaltquoten wieder anzuheben. Die Episoden von 1979/1980 liefen unter dem Namen Scooby-Doo and Scrappy-Doo, und da wieder Interesse an der Show herrschte, überholte man die ganze Serie und legte das Augenmerk mehr auf Scrappy-Doo. Fred, Daphne und Velma wurden aus der Serie genommen, und die Scooby-Doo and Scrappy-Doo-Show bestand nun aus drei sieben-minütigen komischen Abenteuern von Scooby, Scrappy und Shaggy, anstatt einer halben Stunde Geisterjagd.
Für The All-New Scooby and Scrappy-Doo Show kehrte Daphne zurück, und die nun zweiundzwanzigminütige Sendung erinnerte etwas an die erste Staffel Scooby-Doo, Where Are You?. Diese Version hielt sich zwei Staffeln lang, wobei die zweite Staffel unter dem Namen The New Scooby-Doo Mysteries lief. Auch Fred und Velma hatten hier einige Gastauftritte.
In Deutschland wurde Die Scooby-Doo Show erstmals auf Sat. 1 im Mai 1985 ausgestrahlt und kurz darauf auch Scooby und Scrappy-Doo. Die Scooby-Doo Show wurde danach bei Sat. 1 mehrmals wiederholt.
1985 war das Debütjahr von The 13 Ghosts of Scooby-Doo (Die 13 Geister von Scooby-Doo). Hauptfiguren waren Daphne, Shaggy, Scooby, Scrappy und die neuen Figuren Flim-Flam und Vincent Van Ghoul, synchronisiert von und basierend auf Vincent Price. Aufgabe des Teams war es, die dreizehn schrecklichsten Gespenster der Welt zu fangen. 1986 wurde die Serie nach dreizehn Folgen eingestellt und für zwei Jahre wurde keine neue Version von Scooby-Doo mehr kreiert.
Hanna-Barbera ließ die Figuren der Originalserie 1988 als High-School-Schüler für A Pup Named Scooby-Doo (Spürnase Scooby Doo) wieder aufleben. Diese Serie erinnerte etwas an die klassischen Zeichentrickfilme von Tex Avery und Bob Clampett. Man mied den Zeichenstil des Originals, um einen Looney-Tunes-artigen Stil zu schaffen. Die Show hielt sich bis 1991.

#### Die Kids’ WB-Jahre (2002–2008)
Wiederholungen der diversen Versionen von Scooby-Doo liefen auf den verschiedensten Sendern in den USA, doch nachdem einige Sender die Hanna-Barbera-Filme aus dem Programm nahmen, wurde Scooby-Doo zum Eigentum von Cartoon Network und dessen Schwester-Sender Boomerang.
2002, im Anschluss an den Erfolg der Wiederholungen auf Cartoon Network und dem Verkauf der Scooby-Doo-Videos, wurden die originalen Figuren für das 21. Jahrhundert auf den neusten Stand gebracht, und What’s New, Scooby-Doo? wurde auf Cartoon Network und WB Network ausgestrahlt. Diese Serie besinnt sich wieder auf die Tradition der Originalserie. Das Team besteht aus den ursprünglichen Figuren, und es geht in bekannter Manier auf Monsterjagd, wobei auch hier die Monster immer verkleidete Verbrecher sind. Lediglich das Erscheinungsbild wurde im Vergleich zur Originalserie etwas modernisiert. What’s New, Scooby-Doo? wurde von September 2002 bis Juli 2006 in insgesamt 42 Episoden ausgestrahlt. Das Titellied von What’s New, Scooby-Doo? wurde von der kanadischen Musikgruppe Simple Plan eingespielt.
Anfang 2008 lief bei Kabel eins der zehnte Serienableger Scooby-Doo auf heißer Spur (Shaggy & Scooby-Doo Get a Clue!) an. In den USA wurden zwischen 2006 und 2008 insgesamt 26 Folgen in zwei Staffeln produziert und ausgestrahlt. In diesem Ableger erbt Shaggy Geld sowie ein Anwesen von seinem Onkel Albert Shaggleford. Dieser ist Erfinder, muss sich jedoch vor seinen Feinden verstecken, die seine geheime Erfindung stehlen wollen. Fred, Daphne und Velma sind in der Regel nicht Teil dieses Ablegers, tauchen allerdings doch in einigen Folgen auf, um Shaggy und Scooby zu unterstützen.

#### Die Cartoon Network-Jahre (2010–heute)
Ein elfter Ableger wurde in Form von Mission Scooby-Doo (Scooby-Doo! Mystery Incorporated) von Warner Bros. Animation präsentiert, die Pilotfolge lief am 5. April 2010 im US-amerikanischen Fernsehen, die komplette erste Staffel beinhaltet insgesamt 26 Folgen. In Mission Scooby-Doo konzentrierte man sich wie bei den vorigen drei Ablegern auf ein leicht abweichendes Design der Figuren, diesmal allerdings noch etwas ausgefeilter, man wollte an die früheren Jahre in Form eines Retro-Looks erinnern. Zusätzlich ist Mission Scooby-Doo düsterer, gewalttätiger und viel realistischer als die bisherigen Serienableger. So sind einzelne Folgen miteinander verknüpft und es entstand eine episodenübergreifende Handlung. In Deutschland begann die Ausstrahlung der Serie am 27. Februar 2012 beim Pay-TV-Sender Cartoon Network. In den USA wurde die zweite Staffel Ende März 2012 angekündigt, so lief die erste Folge bereits vorab am 30. März 2012 auf Cartoon Network Videos, einem Online-Ableger. Warner Bros. kündigte an, den offiziellen Start der zweiten Staffel auf den 30. Juli 2012 zu verlegen.
Am 25. Februar 2013 gab Cartoon Network bekannt, dass Mission Scooby-Doo mit der 2. Staffel abgeschlossen sei, neue Folgen des Ablegers seien nicht vorgesehen, hieß es.
Am 10. März 2014 gab Cartoon Network bekannt, zahlreiche neue Serien basierend auf alten Zeichentrickfilmen zu produzieren, darunter auch den zwölften Scooby-Doo-Ableger Bleib cool, Scooby-Doo! (Be Cool, Scooby-Doo!). Die Serie wird die bekannte Scooby-Gang beinhalten, die gerade ihr letztes Jahr an der Highschool beendet hat. Sie planen ihren letzten gemeinsamen Sommer und reisen mit der Mystery Machine durch das Land, auf ihrem Weg werden sie allerdings stets von Monstern und anderen Katastrophen aufgehalten.
Ursprünglich sollte die Serie auf dem US-Fernsehsender Boomerang ausgestrahlt werden, der neben Cartoon Network ebenfalls zum Medienunternehmen Time Warner gehört. Dennoch startete Bleib cool, Scooby-Doo! am 6. Oktober 2015, wie bereits Mission Scooby-Doo zuvor, auf Cartoon Network. Bisher wurden 20 Folgen ausgestrahlt, seit März 2016 pausiert Bleib cool, Scooby-Doo!. Am 7. März 2017 gab Time Warner bekannt, dass die restlichen Folgen zukünftig durch das SVOD-Angebot von Boomerang zu erreichen sind. Von den verbliebenen 26 Episoden waren jedoch lediglich 15 Folgen durch das SVOD-Angebot abrufbar, die letzten 11 Episoden wurden im März 2018 ausgestrahlt. Die letzte Folge von Bleib cool, Scooby-Doo! lief am 18. März 2018 auf dem Fernsehsender Boomerang. Im Jahre 2019 entstand die Neuverfilmung Scooby-Doo und wer bist Du?.

### Filme und Videos

#### Fernsehfilme
Zwischen 1986 und 1988 produzierte Hanna-Barbera Superstars 10, eine Reihe von Fernsehfilmen mit ihren populärsten Figuren, wie Yogi Bär, Huckleberry Hound, der Familie Feuerstein und den Jetsons. Scooby-Doo, Scrappy-Doo, und Shaggy erschienen in drei dieser Filme: Scooby-Doo Meets the Boo Brothers (1987, Scooby-Doo und die Boo Brüder), Scooby-Doo and the Reluctant Werewolf (1988, Scooby-Doo und der widerspenstige Werwolf), und Scooby-Doo and the Ghoul School (1989, Scooby-Doo und die Geisterschule). Scooby-Doo und Shaggy waren auch die Erzähler des, für das Fernsehen produzierten, Films Arabian Nights, später auch als Scooby-Doo in Arabian Nights ausgestrahlt.
2009 kam Scooby-Doo! The Mystery Begins (Scooby-Doo! Das Abenteuer beginnt) ins Fernsehen, ähnlich den Kinofilmen mit Schauspielern. Im Jahr 2010 folgte die Fortsetzung Scooby-Doo! Curse of the Lake Monster (Scooby-Doo! Der Fluch des Seemonsters).

#### Videofilme
Ab 1998 produzierte Hanna-Barbera (hier bereits als Tochtergesellschaft von Warner Bros.) Scooby-Doo-Videofilme, die nun jährlich als Direct-to-Video erscheinen sollten. Die ersten vier Filme waren Scooby-Doo on Zombie Island (1998, Scooby-Doo und die Gespensterinsel), Scooby-Doo and the Witch’s Ghost (1999, Scooby-Doo und das Geheimnis der Hexe), Scooby-Doo and the Alien Invaders (2000, Scooby-Doo und die Außerirdischen), und Scooby-Doo and the Cyber Chase (2001, Scooby-Doo und die Cyber-Jagd).
In der Filmreihe bekämpfen Fred, Shaggy, Daphne, Velma und Scooby-Doo tatsächlich echte Monster und müssen sich mit realen Phänomenen auseinandersetzen. Scooby-Doo und die Gespensterinsel, der erste Direct-to-Video-Film, führt die Mystery Inc. wieder zusammen, nachdem sich die Gruppe seit mehreren Jahren aus den Augen verloren hatte. In Scooby-Doo und das Geheimnis der Hexe trifft die Mystery Inc. auf einen Schriftsteller, der sie in seine Heimatstadt einlädt. Doch dort angekommen, stellen die Freunde fest, dass die Stadt von einer Vorfahrin des Schriftstellers heimgesucht wird, die eine echte Hexe war. Zudem wurden in diesem Film die Hex Girls eingeführt, eine aus drei Mädchen bestehende Gothic-Band, die seitdem ein wiederkehrender Teil des Scooby-Doo-Franchises sind.
Scooby-Doo und die Cyber-Jagd war die letzte Produktion von Hanna-Barbera, bevor das Studio komplett von Warner Bros. übernommen wurde. Seitdem produziert Warner Bros. Animation die jährlichen Filme sowie neue Fernsehserienableger alleine.
Die Videoserie ging weiter mit Scooby-Doo! and the Legend of the Vampire (2003, Scooby-Doo – Abenteuer am Vampirfelsen), Scooby-Doo! and the Monster of Mexico (2003, Scooby-Doo und das Monster von Mexico), Scooby-Doo! and the Loch Ness Monster (2004, Scooby-Doo und das Ungeheuer von Loch Ness), und Aloha, Scooby-Doo! (2005). Inzwischen sind weit über 20 Videofilme erschienen, welche weiterhin in unregelmäßigen Zeiten veröffentlicht werden, zuletzt Lego Scooby-Doo! Blowout Beach Bash im Juli 2017.

#### Kinofilme
Warner Bros. brachte 2002 den Realfilm Scooby-Doo in die Kinos. Scooby kam mittels CGI-Technik auf die Leinwand. Der Film war mit einem Box-Office-Erlös von 275 Millionen US-Dollar äußerst erfolgreich. Die Fortsetzung Scooby Doo 2 – Die Monster sind los aus dem Jahr 2004 brachte 181 Millionen US-Dollar ein.
Am 26. August 2013 gab Warner Bros. bekannt, dass ein animierter Scooby-Doo-Kinofilm in Zusammenarbeit mit Atlas Entertainment in Planung sei. Charles Roven und Richard Suckle, welche bereits den ersten Realfilm produzierten, wurden beauftragt auch diesen Film zu betreuen. Am 17. August 2015 gab Warner Bros. Tony Cervone als Regisseur sowie den 21. September 2018 als Erscheinungsdatum bekannt. Am 13. April 2016 wurde bekannt gegeben, dass der Film S.C.O.O.B. heißen wird und er außerdem der erste Ableger innerhalb des Hanna-Barbera Cinematic Universe sein wird. S.C.O.O.B. soll vor allem als Reboot der bisherigen Realverfilmungen dienen. Im Mai 2017 wurde bekanntgegeben, dass S.C.O.O.B. erst im Jahr 2020 erscheinen wird. Scooby! Voll verwedelt wurde schließlich international im Juli 2020 in den Kinos veröffentlicht, in den USA hingegen auf Grund der COVID-19-Pandemie nur online.

## Merchandising
- Kellogg’s brachte 2002 die Scooby-Doo-Frühstücksflocken auf den Markt, kleine geistförmige Marshmallows mit Zimtüberzug.
- Die Firma Reward produzierte in Anlehnung an die Serie Hundefutter mit dem Namen Scooby Snacks.
- Comics
  - Der erste „Scooby-Doo, Where Are You?“-Comic kam 1970 bei Gold Key Comics auf den Markt. Später produzierten Marvel Comics, Archie Comics, und DC Comics weitere wöchentlich erscheinende Exemplare.
  - In Deutschland erschienen Scooby-Doo-Comics in den Bastei-Reihen Motor Maus (1977–1979) und Gulliver (1979–1981).
- 1983 kam das erste Scooby-Doo-Brettspiel auf den Markt. In den 1990ern produzierte Hasbro noch weitere Spiele, insbesondere eine Scooby-Doo-Version des erfolgreichen Spiels Cluedo.
- Videospiele
  - Das Arcade-Spiel Scooby Doo kam 1986 für den Commodore 64 in die Läden.
  - Für das Super Nintendo und das Sega Mega Drive kam 1995 ein weiteres Spiel.
  - Für den Nintendo GameBoy Color wurde 2001 das Spiel Scooby-Doo Classic Creep Capers veröffentlicht.
  - Das erste PC-Spiel für Microsoft Windows erschien 1999 unter dem Namen Scooby Doo: Mystery of the Fun Park Phantom.
- Von 2015 bis 2016 war die Mystery Machine samt Spielfiguren als Set des Klemmbausteinsystems Lego erhältlich.[18]
- 2020 erschien von Playmobil eine Spielzeugserie mit Figuren der Serie und der Mystery Machine.

## Scooby-Doo-Filmografie

### Fernsehserien
| Ableger # | Titel                                   | Ausstrahlung | Sender                                | Episoden | Staffeln |
| --------- | --------------------------------------- | ------------ | ------------------------------------- | -------- | -------- |
| 0         | Scooby-Doo, wo bist du?                 | 1969–1970    | CBS                                   | 25       | 2        |
| 1         | The New Scooby-Doo Movies               | 1972–1973    | CBS                                   | 24       | 2        |
| 2         | The Scooby-Doo Show                     | 1976–1978    | ABC                                   | 40       | 3        |
| 3         | Scooby's All-Star Laff-A Lympics        | 1977–1978    | ABC                                   | 24       | 2        |
| 4         | Scooby-Doo und Scrappy-Doo              | 1979–1980    | ABC                                   | 16       | 1        |
| 5         | Scooby-Doo und Scrappy-Doo-Show         | 1980–1982    | ABC                                   | 33       | 3        |
| 6         | The All-New Scooby and Scrappy-Doo Show | 1983–1984    | ABC                                   | 26       | 2        |
| 7         | Die 13 Geister von Scooby-Doo           | 1985         | ABC                                   | 13       | 1        |
| 8         | Spürnase Scooby-Doo                     | 1988–1991    | ABC                                   | 27       | 4        |
| 9         | What’s New, Scooby-Doo?                 | 2002–2006    | The WB (Kids’ WB)                     | 42       | 3        |
| 10        | Scooby-Doo auf heißer Spur              | 2006–2008    | The CW (Kids’ WB)                     | 26       | 2        |
| 11        | Mission Scooby-Doo                      | 2010–2013    | Cartoon Network                       | 52       | 2        |
| 12        | Bleib cool, Scooby-Doo!                 | 2015–2018    | Cartoon Network, Boomerang            | 53       | 2        |
| 13        | Scooby-Doo und wer bist Du?             | 2019–2021    | VoD-Dienst von Boomerang              | 52       | 2        |
| 14        | Velma                                   | seit 2023    | VoD-Dienst von Warner Bros. Discovery | 10       | 1        |

### Kinofilme
| # | Titel                               | Veröffentlichung | Ausgaben    | Einnahmen    | RT   | IMDb |
| - | ----------------------------------- | ---------------- | ----------- | ------------ | ---- | ---- |
| 1 | Scooby-Doo                          | 14. Juni 2002    | $84,000,000 | $275,650,703 | 30 % | 4.8  |
| 2 | Scooby-Doo 2 – Die Monster sind los | 26. März 2004    | $80,000,000 | $181,466,833 | 21 % | 4.7  |

### Fernsehspecials und animierte Fernsehfilme
| # | Titel                                     | Ausstrahlung      |
| - | ----------------------------------------- | ----------------- |
| 1 | Scooby-Doo in Hollywood                   | 13. Dezember 1979 |
| 2 | Scooby-Doo und die Boo Brüder             | 1. November 1988  |
| 3 | Scooby-Doo und die Geisterschule          | Februar 1988      |
| 4 | Scooby-Doo und der widerspenstige Werwolf | November 1988     |
| 5 | Scooby-Doo! Abenteuer in Arabien          | 3. September 1994 |
| 6 | Scooby Doo: Behind the Scenes             | 24. Oktober 1998  |
| 7 | The Scooby-Doo Project                    | 31. Oktober 1999  |
| 8 | Night of the Living Doo                   | 31. Oktober 2001  |
| 9 | Lego Scooby-Doo! Knight Time Terror       | 2. Oktober 2015   |

### Live-Action Fernsehfilme
| # | Titel                                 | Ausstrahlung       |
| - | ------------------------------------- | ------------------ |
| 1 | Scooby-Doo! Das Abenteuer beginnt     | 13. September 2009 |
| 2 | Scooby-Doo! Der Fluch des Seemonsters | 16. Oktober 2010   |

### Direct-to-Video Filmreihe
| #  | Titel                                                              | Veröffentlichung   |
| -- | ------------------------------------------------------------------ | ------------------ |
| 1  | Scooby-Doo und die Gespensterinsel                                 | 22. September 1998 |
| 2  | Scooby-Doo und das Geheimnis der Hexe                              | 5. Oktober 1999    |
| 3  | Scooby-Doo und die Außerirdischen                                  | 3. Oktober 2000    |
| 4  | Scooby-Doo und die Cyber-Jagd                                      | 9. Oktober 2001    |
| 5  | Scooby-Doo! Abenteuer am Vampirfelsen                              | 4. März 2003       |
| 6  | Scooby-Doo und das Monster von Mexiko                              | 30. September 2003 |
| 7  | Scooby-Doo und das Ungeheuer von Loch Ness                         | 22. Juni 2004      |
| 8  | Aloha, Scooby-Doo!                                                 | 8. Februar 2005    |
| 9  | Scooby-Doo und der Fluch der Kleopatra                             | 13. Dezember 2005  |
| 10 | Scooby-Doo! Piraten Ahoi!                                          | 24. Februar 2006   |
| 11 | Scooby-Doo und die Schneemonster                                   | 4. September 2007  |
| 12 | Scooby-Doo und der Koboldkönig                                     | 23. September 2008 |
| 13 | Scooby-Doo und das Samurai-Schwert                                 | 7. April 2009      |
| 14 | Scooby-Doo! Das Geheimnis der Zauber-Akademie                      | 16. Februar 2010   |
| 15 | Scooby-Doo! Das Grusel-Sommercamp                                  | 24. September 2010 |
| 16 | Scooby-Doo und die Legende des Phantosauriers                      | 6. September 2011  |
| 17 | Scooby-Doo! Music of the Vampire                                   | 13. März 2012      |
| 18 | Scooby-Doo und die Werwölfe                                        | 9. Oktober 2012    |
| 19 | Scooby-Doo! Die Maske des blauen Falken                            | 26. Februar 2013   |
| 20 | Scooby-Doo und die geheimnisvolle Schatzkarte                      | 23. Juli 2013      |
| 21 | Scooby-Doo! Lampenfieber                                           | 20. August 2013    |
| 22 | Scooby-Doo und das WrestleMania-Rätsel                             | 25. März 2014      |
| 23 | Scooby-Doo und der Fluch der von Dinkensteins                      | 19. August 2014    |
| 24 | Scooby Doo! Durchgeknallt im All                                   | 17. Februar 2015   |
| 25 | Scooby-Doo und KISS: Das Rock-'n'-Roll-Rätsel                      | 21. Juli 2015      |
| 26 | Lego Scooby-Doo! Spuk in Hollywood                                 | 10. Mai 2016       |
| 27 | Scooby-Doo! and WWE: Curse of the Speed Demon                      | 9. August 2016     |
| 28 | Scooby-Doo im Wilden Westen                                        | 14. Februar 2017   |
| 29 | Lego Scooby-Doo und das Strandmonster                              | 25. Juli 2017      |
| 30 | Scooby-Doo! & Batman: The Brave and the Bold                       | 9. Januar 2018     |
| 31 | Scooby-Doo! and the Gourmet Ghost                                  | 11. September 2018 |
| 32 | Scooby-Doo! und der Fluch des 13. Geistes                          | 5. Februar 2019    |
| 33 | Scooby-Doo! Return to Zombie Island                                | 1. Oktober 2019    |
| 34 | Happy Halloween, Scooby Doo!                                       | 14. September 2020 |
| 35 | Scooby-Doo! The Sword and the Scoob                                | 23. Februar 2021   |
| 36 | Straight Outta Nowhere: Scooby-Doo! Meets Courage the Cowardly Dog | 14. September 2021 |
| 37 | Trick or Treat Scooby-Doo!                                         | 18. Oktober 2022   |
| 38 | Scooby-Doo! and Krypto, Too!                                       | 26. September 2023 |

### Direct-to-Video Fernsehspecials
| # | Titel                                        | Veröffentlichung   |
| - | -------------------------------------------- | ------------------ |
| 1 | Scooby-Doo und die lebende Statue            | 17. Juli 2012      |
| 2 | Scooby-Doo und der schreckliche Schneemann   | 16. Oktober 2012   |
| 3 | Scooby-Doo und die schaurige Vogelscheuche   | 10. September 2013 |
| 4 | Scooby-Doo und der wunderbare Weltall-Wauwau | 24. September 2013 |
| 5 | Scooby-Doo und das Supertor                  | 13. Mai 2014       |
| 6 | Scooby-Doo und das Strandmonster             | 5. Mai 2015        |

### Videospiele
| Serien- nummer | Title                                                   | Publisher/Entwickler                                     | Plattform                                                | Jahr |
| -------------- | ------------------------------------------------------- | -------------------------------------------------------- | -------------------------------------------------------- | ---- |
| 1              | Scooby-Doo’s Maze Chase                                 | Mattel Electronics                                       | Intellivision                                            | 1983 |
| 2              | Scooby-Doo                                              | Elite Systems Gargoyle Games                             | Arcade ZX Spectrum Commodore 64                          | 1986 |
| 3              | Scooby-Doo and Scrappy Doo                              | Hi-Tec Software PAL Developments                         | Amiga Commodore 64                                       | 1991 |
| 4              | Scooby-Doo Mystery                                      | Sunsoft Acclaim Entertainment                            | Super Nintendo Entertainment System                      | 1995 |
| 5              | Scooby-Doo Mystery                                      | Acclaim Entertainment Illusions Gaming                   | Sega Genesis                                             | 1995 |
| 6              | Scooby Doo! Das Geheimnis des Phantoms                  | Engineering Animation, Inc. SouthPeak Interactive        | Microsoft Windows                                        | 1999 |
| 7              | Scooby-Doo! Mystery Adventures                          | The Learning Company                                     | Microsoft Windows                                        | 2000 |
| 8              | Scooby Doo! Classic Creep Capers                        | THQ                                                      | Nintendo 64 Game Boy Color                               | 2001 |
| 9              | Scooby-Doo and the Cyber Chase                          | THQ                                                      | PlayStation Game Boy Advance                             | 2001 |
| 10             | Scooby-Doo                                              | THQ                                                      | Game Boy Advance                                         | 2002 |
| 11             | Scooby-Doo! Night of 100 Frights                        | THQ                                                      | GameCube PlayStation 2 Xbox                              | 2002 |
| 12             | Scooby-Doo Case Files                                   | The Learning Company                                     | Microsoft Windows                                        | 2003 |
| 13             | Scooby-Doo! Fluch der Folianten                         | A2M THQ                                                  | Game Boy Advance GameCube PlayStation 2 Xbox             | 2003 |
| 14             | Scooby-Doo 2: Monsters Unleashed                        | THQ                                                      | Game Boy Advance Microsoft Windows                       | 2004 |
| 15             | Scooby-Doo! Unmasked                                    | THQ                                                      | Nintendo DS Game Boy Advance GameCube PlayStation 2 Xbox | 2005 |
| 16             | Scooby-Doo! Geheimnisvolle Abenteuer                    | Torus Games Warner Bros. Interactive Entertainment       | Wii Nintendo DS PlayStation 2                            | 2009 |
| 17             | Scooby-Doo! und der Spuk im Sumpf                       | Torus Games Warner Bros. Interactive Entertainment       | Wii Nintendo DS PlayStation 2                            | 2010 |
| 18             | Scooby-Doo and Looney Tunes Cartoon Universe: Adventure | Torus Games Warner Bros. Interactive Entertainment       | Nintendo 3DS                                             | 2014 |
| 19             | My Friend Scooby-Doo!                                   | Warner Bros. Interactive Entertainment                   | iOS, Android                                             | 2015 |
| 20             | Lego Dimensions                                         | Traveller’s Tales Warner Bros. Interactive Entertainment | PlayStation 3 PlayStation 4 Wii U Xbox 360 Xbox One      | 2015 |

### Scooby-Doo, Where Are You!
- Scooby Doo, Where Are You! in der Big Cartoon DataBase (englisch)
- Scooby-Doo, Where Are You! bei IMDb
- Joe Ruby und Ken Spears über das Making of Scooby-Doo, Where Are You! (englisch)
- Episodenführer Scooby-Doo, wo bist du? bei Zeichentrickserien.de

### What’s New, Scooby-Doo?
- What’s New, Scooby-Doo? auf Cartoon Network (englisch)
- What’s New, Scooby-Doo? in der Big Cartoon DataBase (englisch)
- What’s New, Scooby-Doo? bei IMDb
- Episodenführer What’s New, Scooby Doo? bei Fernsehserien.net

### Weitere Episodenlisten
- Episodenführer Scooby und Scrappy-Doo (Fernsehserien.de)
- Episodenführer Die Scooby-Doo Show (Fernsehserien.de)
- Episodenführer Ein Fall für Scooby-Doo (Zeichentrickserien.de)
- Episodenführer Die 13 Geister von Scooby-Doo (Zeichentrickserien.de)
- Episodenführer Spürnase Scooby-Doo (Fernsehserien.de)